# Kris Vansnick
Kris Vansnick, född 20 december 1980 är en belgisk volleybollspelare och -tränare. 
Vansnick spelade som ung med VC Lennik, med vilka han blev belgisk juniormästare. Som seniorspelare fortsatte han spela med Richa Michelbeke och VT Kemzeke-Stekene, bägge i belgiska tredjeligan. Han började som tränare tidigt. Först var han aktiv som ungdomstränare. Han blev 2006 assisterande förbundskapten för Belgiens damlandslag (först med Jan De Brandt som förbundskapten och efter 2008 med Gert Vande Broek som förbundskapten). Han blev 2007 assisterande tränare för VC Euphony Asse-Lennik (nytt namn för samma klubb som han spelat med som ungdom). Han lämnade uppdraget för 2011 istället bli assisterande tränare för Asterix Kieldrecht (som sedan 2016 efter en sammanslagning heter Asterix Avo Beveren). Även där assisterande han Gert Vande Broek. Han kom att ta över bägge uppdragen, först 2019 för klubblag och sedan 2023 för landslaget.